# Xystrocera curvipes
Xystrocera curvipes là một loài bọ cánh cứng trong họ Cerambycidae.